# Monte Pozzoni
Il Monte Pozzoni (detto anche Monte Pizzuto, da non confondere con il picco dei Monti Sabini - 1.903 m s.l.m.) è una montagna  dell'Appennino centrale, appartenente ai Monti Reatini,  situato sul confine tra la provincia di Rieti e la provincia di Perugia, con la vetta che ricade in territorio umbro, a cavallo fra i territori dei comuni di Norcia, Cascia e Cittareale.

## Descrizione
Sito sulla linea spartiacque appenninica principale che divide la media Valnerina con i territori dei comuni di Monteleone di Spoleto e Cascia ad ovest, l'alta valle del Tronto con i comuni di Accumoli e Amatrice ad est e l'alta valle del Velino con i comuni di Cittareale, Borbona e Posta a sud, è noto per essere sede delle sorgenti del fiume Velino che da qui scorre verso Rieti; è una montagna abbastanza isolata dagli altri gruppi montuosi circostanti tra cui spiccano il Terminillo a sud, i Monti della Laga a est, i Monti Sibillini a nord, i Monti dell'Alto Aterno a sud-est.

## Galleria d'immagini

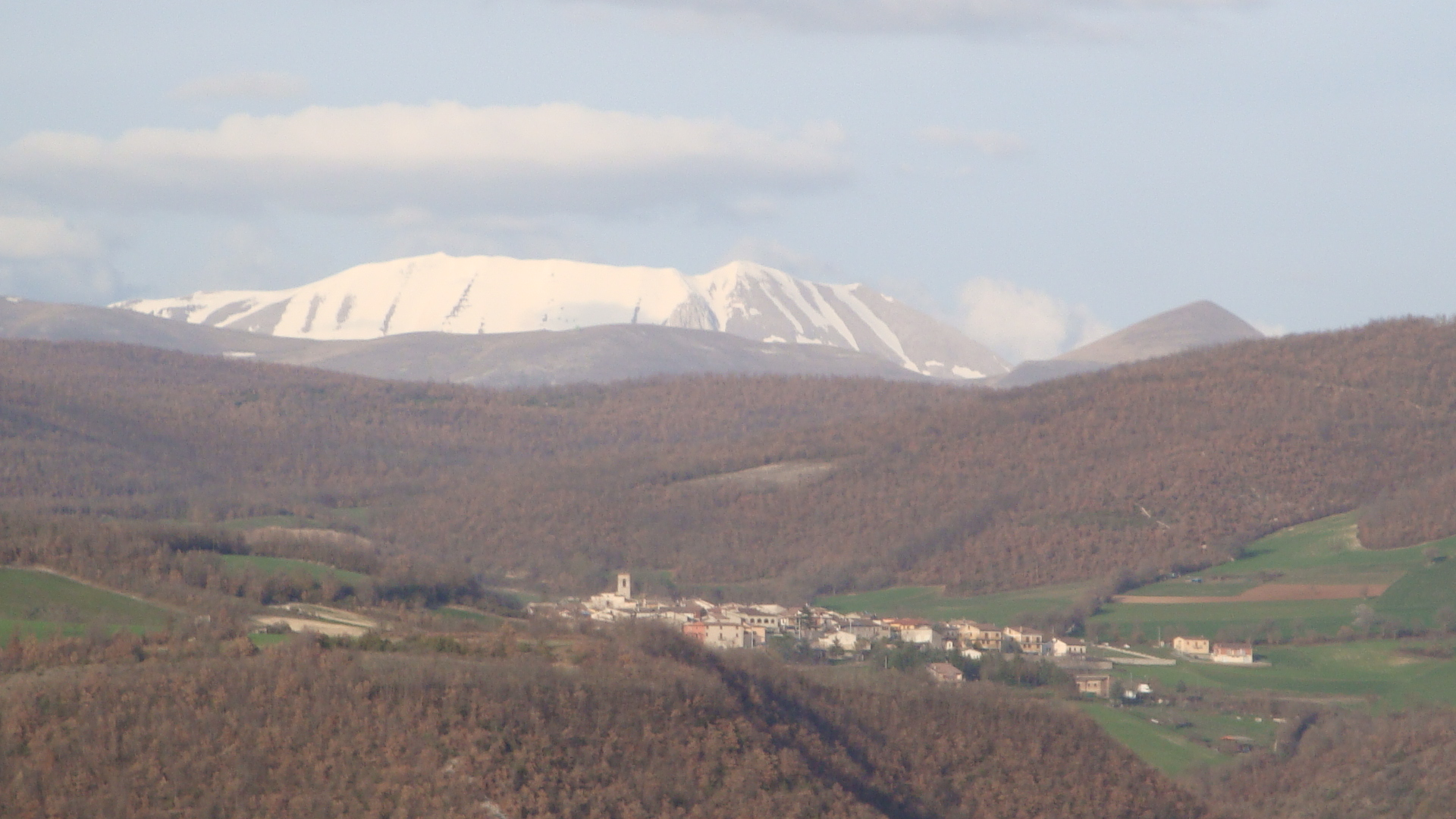
Vetta innevata della Cima del Redentore vista dal Monte Pozzoni
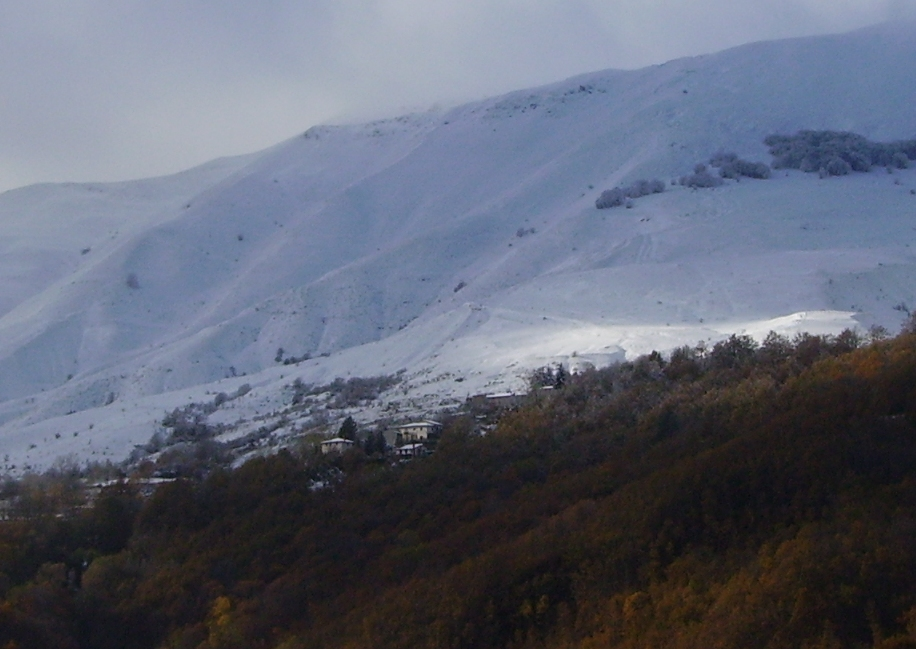
Monte Prato, gruppo del Monte Pozzoni